# سباستیانو وکیولا
سباستیانو وکیولا (انگلیسی: Sebastiano Vecchiola؛ زادهٔ ۲۳ مهٔ ۱۹۷۰) بازیکن فوتبال اهل ایتالیا است.
از باشگاه‌هایی که در آن بازی کرده‌است می‌توان به باشگاه فوتبال آنکونا، باشگاه فوتبال ونتزیا، باشگاه فوتبال رجانا، باشگاه فوتبال دلفینو پسکارا، باشگاه فوتبال آتالانتا، باشگاه فوتبال جنوآ، و باشگاه فوتبال ناپولی اشاره کرد.